# Austrolimnophila relicta
Austrolimnophila relicta är en tvåvingeart som beskrevs av Alexander 1928. Austrolimnophila relicta ingår i släktet Austrolimnophila och familjen småharkrankar. Inga underarter finns listade i Catalogue of Life.